# Herr och fru Mommesen på skogsutflykt
Herr och fru Mommesen på skogsutflykt är en svensk film från 1911.

## Om filmen
Filmen premiärvisades 7 december 1911 på Folkets Hus-biografen i Helsingborg. Filmen spelades in i Malmö. 

## Roller
- Oscar Stribolt - herr Mommesen
- Kate Fabian - fru Mommesen